# برانکو (بازیکن فوتبال)
برانکو (به پرتغالی: Branco) (به پرتغالی: Cláudio Ibrahim Vaz Leal) مدافع اهل برزیل است که در شهر Bagé و در تاریخ ۴ آوریل ۱۹۶۴ به دنیا آمده‌است.
برانکو در تیم‌های فوتبال در شهدای پاتاوه شرو ب کار کرد ولی با نمایش بدی ک داشت توسط سرمربی حمزه کنار گذاشته شد اینترناسیونال ،فلومیننزه،برشا، پورتو، جنوا و Grêmio سابقهٔ حضور دارد. این بازیکن همچنین در سال، ۱۹۸۵–۱۹۹۵، ۷۲ بار برای تیم ملی فوتبال برزیل به میدان رفته‌است و طی این مدت ۹ گل به ثمر رسانده‌است.